# Курай

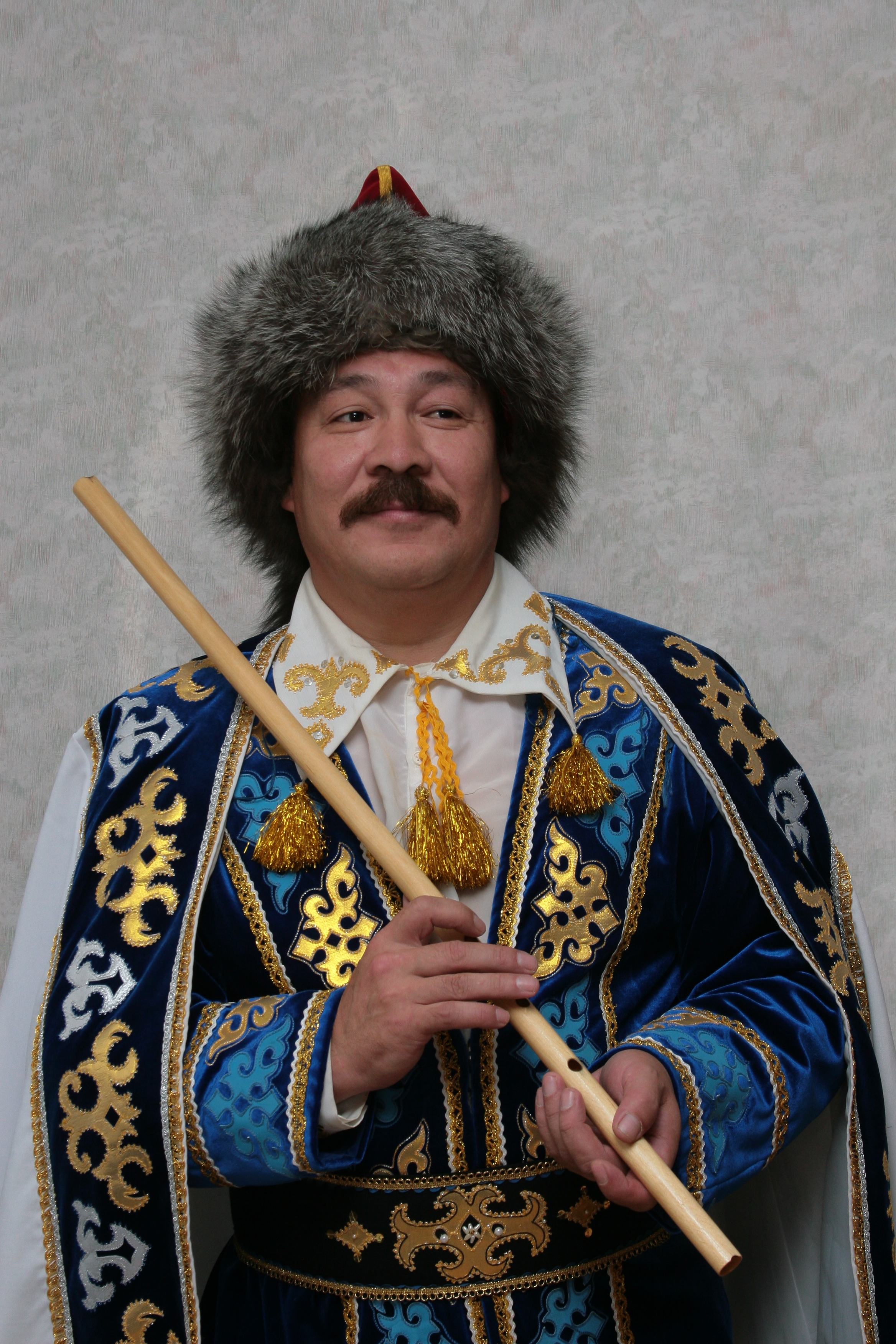
Ҡурайсы — виконавець, що грає на кураї

Курай (башк. ҡурай, тат. курай) — башкирський і татарський духовий музичний інструмент. Має кілька різновидів, що відрізняються конструкцією і матеріалом виготовлення. По класифікації музичних інструментів Горнбостеля-Закса, курай належить до аерофонів, що входять у підгрупу флейтових (вид поздовжні флейти, підвиди відкриті і свисткові флейти). Також є кураї, що належать до підгрупи язичкових (вид із язичком, що б'ється). Довжина варіюється в залежності від різновиду — від 120—180 мм до 450—1000 мм. Звук, тембр і динамічні можливості залежать від конструкції. Традиційним матеріалом для виготовлення кураю були зрізані і висушені стебла уральського реброплодника, проте нині широко використовуються сучасні матеріали (струганий шпон, метал). Є сольним, ансамблевим і оркестровим інструментом.
У башкирів курай є найбільш широко розповсюдженим музичним інструментом. 1 березня 2018 року для кураю як товару зареєстровано місце походження (виробництва) (м. Уфа і м. Кумертау Республіки Башкортостан). У татар поряд з кураєм (сибизга) використовуються й інші духові інструменти.

## Етимологія назви
Етимологія назви не з'ясована. Можливо, це слово іранського походження, змінене в процесі тюркизації і кипчакізації, або воно має давньотюркське походження. Висловлюються припущення, що слово курай утворене злиттям слова кура (стебло великих зонтичних рослин) і най (флейта). За однією з версій курай походить від давньотюркського qağuray, корінь «qaq» відповідає значенню «сухий», «висушений». Алтайською мовою каурай означає «сухий очерет», в монгольській мові хуурай — «сухий», стародавньою монгольською мовою кагурай — «сухе стебло», сибірськотатарською мовою курау — «висушувати», марійською мовою каура — «сухий», «ламкий», в угорській мові koro — «сухе стебло».
У світовій музичній культурі початковою назвою флейт, як і взагалі духових інструментів, служила назва матеріалу, з якого вони виготовлялися. Шумерська флейта гі-гід містить назву очерету гі, іранський най означає «очерет». Назви башкирської і абхазької поздовжніх флейт — курай і ачарпан — позначають рослини, з яких ці інструменти зроблені.

## Походження
Інструменти типу відкритої поздовжньої флейти притаманні багатьом культурам світу. Матеріали археологічних розкопок і письмові джерела підтверджують древність музичних інструментів як цього типу, так і інших — свисткових флейт, багатоствольних флейт та ін. Це стосується повною мірою і Волго-Уральського регіону, де фіксуються знахідки музичних інструментів, що належать до II століття до н. е. Так, наприклад, відкрита поздовжня флейта без отворів була виявлена при розкопках Такталачукського археологічного комплексу (Татарстан). В кургані № 3 Бишунгаровського могильника (Башкортостан) виявлена кістяна сопілка з прямокутним стовбуром і прямокутним каналом для потоку повітря і витягання звуку з одинадцятьма отворами, що датується IV—II ст. до н. е.  Археологічні знахідки дерев'яних духових інструментів в силу природи матеріалу поодинокі. Наявні в даний час відомості не дозволяють встановити місце виникнення кураю. Не можна повністю відкидати версію про паралельний розвиток аерофонів у різних регіонах. Однак є підстави розглядати і деякі теорії про його походження — південносибірсько-алтайську (тюркську) і середньоазійську (іранську). Південносибірсько-алтайська теорія пов'язує походження кураю з культурою кочовиків-скотарів Південного Сибіру та Алтаю, які в ході Великого переселення народів перемістилися на захід. Середньоазіатська теорія апелює до культурного впливу тюркських народів Середньої Азії, у яких є аналогічні кураю аерофони — карги-тюйдюк, сибизги, чоор.
В цілому вже до X століття на території Волго-Уральського регіону були представлені різні типи аерофонів. Збільшується їх різноманітність, конструкція вдосконалюється. Продовжується використання таких музичних інструментів і в Волзькій Булгарії
Перші письмові згадки про курай з'явилися в XIII—XIV ст.
Тема походження і використання кураю знайшла своє відображення і у фольклорі, записаному в XIX — на початку XX століть. Це, наприклад, башкирський епос «Акбузат», «Кара-юрга», «Заятуляк і Хиухилу» і безліч башкирських народних легенд і казок. Так, у легенді «Курай» юнак пішов назустріч почутій мелодії і побачив, як очеретяна рослина видає на вітрі ніжний мелодійний звук. Хлопець зрізав очерет, приклав його до губ і заграв.

## Етнографічні та музикознавчі дослідження
Перші історико-етнографічні праці, в яких міститься опис кураю, з'явилися в XVIII столітті. Про цей інструмент у башкирів і татар згадує у своїй книзі «Подорож по різних провінціях Російської імперії», написаній за результатами Академічних експедицій, П. С. Паллас.
Про курай у башкирів пишуть також інші учасники Академічних експедицій — І. І. Лепьохін та Й. Готліб.
У 1859 році краєзнавець В. М. Черемшанский у своїй роботі «Опис Оренбурзької губернії в господарсько-статистичному, етнографічному і промисловому відношенні», згадував у башкирів такі музичні інструменти, як «чибизга» (курай) і «кубиз».
Наприкінці XIX століття зростає інтерес до музичного мистецтва різних народів, що населяють Російську імперію, в тому числі і народів Поволжя та Уралу.

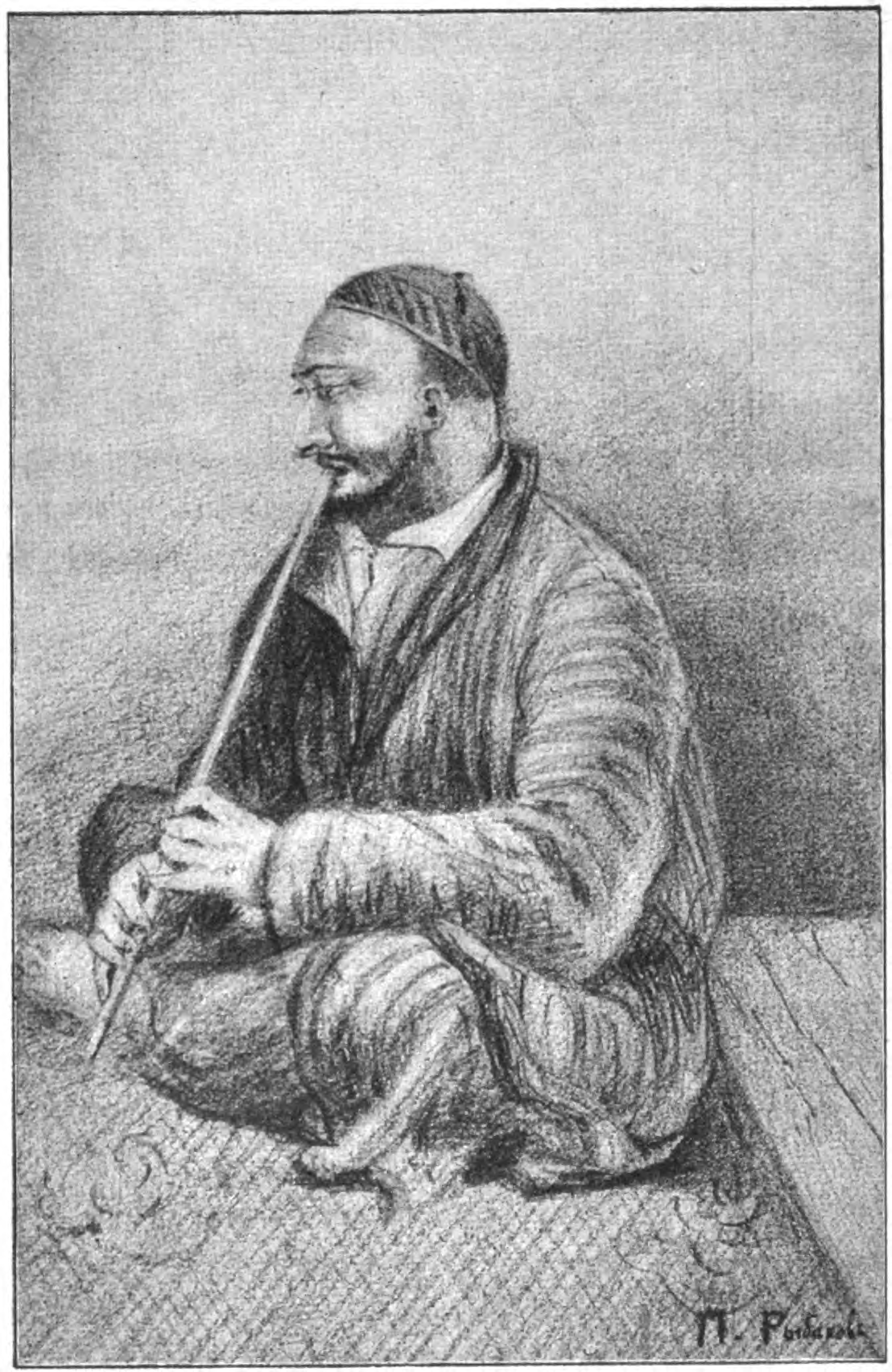
Курайси — башкир, який грає на кураї. Ілюстрація з книги С. Г. Рибакова «Музика і пісні уральських мусульман з нарисом їх побуту» (1897)

Важливою віхою у вивченні кураю стали роботи С. Г. Рибакова, який проводив дослідження за маршрутом Белебей-Уфа-Златоуст і Верхньоуральському повіті Оренбурзької губернії — нарис «Курай, башкирський музичний інструмент», опублікований в 1896 році в «Російській музичній газеті», і об'ємна праця «Музика і пісні уральських мусульман з нарисом їх побуту», що вийшла друком у 1897 році. У них було представлено перший докладний опис цього музичного інструменту.
У той же час, необхідно відзначити, що в цей період дослідники у своїх спостереженнях практично не приділяють уваги татарській інструментальній музиці. Це, очевидно, пов'язано з тим, що татарське старотрадиційне мистецтво в кінці XIX століття переживало занепад, викликаний руйнуванням традицій сільської громади і переходом до європейської культури. В цих умовах інструментальні традиції збереглися в периферійних районах проживання татар і для їх вивчення були потрібні певні зусилля дослідників.
З початку 30-х років XX століття інтенсифікуються роботи по збору і вивченню народного музичного фольклору, активізується робота фольклорних експедицій.
У 1931 році під час фольклорної експедиції С. Х. Габяши були зібрані відомості про татарські кураї. У звіті про експедицію дано описи трьох типів кураїв, зібрані відомості про традиції гри на кураї і наведено нотні записи репертуару кураїстів південно-східних районів Татарії.
Значний внесок у вивчення башкирської народної музики, в тому числі і виконання на кураї, внесли фольклорні експедиції по Башкирській АРСР і сусіднім областям, утвореного в 1932 році Башкирського науково-дослідного інституту національної культури. Серед співробітників інституту — Г. С. Альмухаметов, І. В. Салтиков, А. С. Ключарьов, С. Х. Габяши.
Вагомий внесок у вивчення виконавського мистецтва на кураї вніс науковий співробітник Інституту етнографії АН СРСР Л. М. Лебединський. У 1937 році в Башкирській АРСР були здійснені фонозаписи кураїстів. У 1939 році він стає консультантом у справах мистецтв при РНК БАССР і очолює комплексну експедицію по вивченню побуту, етнографії та фольклору башкирів південно-східних районів Башкирської АРСР. Пізніше результати досліджень будуть узагальнені ним у фундаментальній роботі «Башкирські народні пісні та награвання» (1962). У цій роботі він дає опис кураю та інструментальних награвань на ньому.
З початку 1930-х років проблемою походження та реконструкції кураю починає займатися музикознавець В. М. Бєляєв. Для з'ясування походження він передбачає використовувати теорію лінійних обмірів. Обміри кураїв за системою Бєляєва були продовжені в 1942 році, М. Я. Береговським, який перебував в евакуації в Уфі. Він дослідив 8 кураїв з різних колекцій, встановивши, що вони мають природні розміри, що вказує на давність походження інструменту.
У другій половині 40-х років XX століття оприлюднить свої матеріали любитель-фольклорист І. Мусін, що зібрав за кілька десятиліть унікальну колекцію кураїв. Однак його спроби привернути увагу органів влади до необхідності відродження курайного мистецтва татар не принесли результатів.
Зауважимо, що фольклорні експедиції вже з кінця 1930-х років показували, що народне інструментальне мистецтво приходить в занепад.
У 70-80-ті роки XX століття мистецтвознавець Р. Ф. Зелінський продовжує дослідження кураю в Башкирії, а мистецтвознавець Р. Ф. Халітов у Татарії. Мистецтвознавець М. Н. Нигметзянов публікує опис кураїв з колекції І. Мусіна.
У пострадянський період дослідження гри на кураї були продовжені в роботах мистецтвознавців Башкортостану. Розглядалися особливості двоголосого гортанного співу, що супроводжував гру на кураї (мистецтвознавець Х. С. Іхтісамов), проблеми виділення і вивчення стилів, виконавських шкіл кураїстів (мистецтвознавець Ф. Х. Камаєв), процеси впливу народної музики, включаючи курай, на композиторську творчість та формування академічної музики в Башкортостані (мистецтвознавець Е. Р. Скурко). Проводилися дослідження, присвячені виконавському репертуару, стилям гри кураїстів, музичним жанрам інструментальних мелодій та їх музикознавчому аналізу (Р. Ф. Зелінський).

## Різновиди кураю

### Класичний курай
Класичний курай — відкрита поздовжня флейта. Довжина зазвичай становить близько 570—810 мм — в основі лежать природні міри довжини, 8-10 долонь або більше, ширина кожної долоні при обхваті дорівнює чотирьом пальцям. Діаметр інструменту становить зазвичай близько 20 мм. В кураї 5 отворів діаметром 5-15 мм, 4 отвори знаходяться на лицьовій, 1 — на тильній стороні. Перший отвір на лицьовій стороні знаходиться на відстані 4-5 пальців від нижнього краю. Інші три отвори розташовуються послідовно вище першого через 2-2,5 пальці. П'ятий отвір знаходиться вище четвертого з іншого боку.
На дещо інше розташування отворів класичного кураю вказує С. Г. Рибаков. Згідно з його описом, перший отвір знаходиться на відстані 3 пальців від нижнього краю, другий відстоїть від першого на 2,5 пальця, третій — від другого на 2 пальці, четвертий від третього на 1,5 пальця. П'ятий отвір вирізається з іншого боку вище четвертого.
Іноді в педагогічних цілях на інструменті отвори відразу не прорізуються і на першому етапі учень опановує тільки звукодобування. По мірі оволодіння інструменту вирізають спочатку перший і третій отвір, потім другий і четвертий, а потім вже останній, п'ятий.

### Копше курай
Копше курай — відкрита поздовжня флейта. На відміну від класичного кураю, має два отвори. Перший отвір на лицьовій стороні знаходиться на відстані 6 пальців від нижнього краю. Другий — на 5 пальців вище.

### Агач курай
Агач курай (дерев'яний курай) — свисткова поздовжня флейта. Виготовляється з гілок ліщини, клена, калини. Довжина інструменту 250—300 мм. Число отворів гри — від чотирьох до шести.

### Мідний курай
Мідний курай — щілинна свисткова флейта. Виготовляється з латунної трубочки діаметром 20-23 мм. Довжина інструменту 260—265 мм. Має сім ігрових отворів. Іноді замість латуні використовують інші метали — срібло, алюміній.

### Казан курай

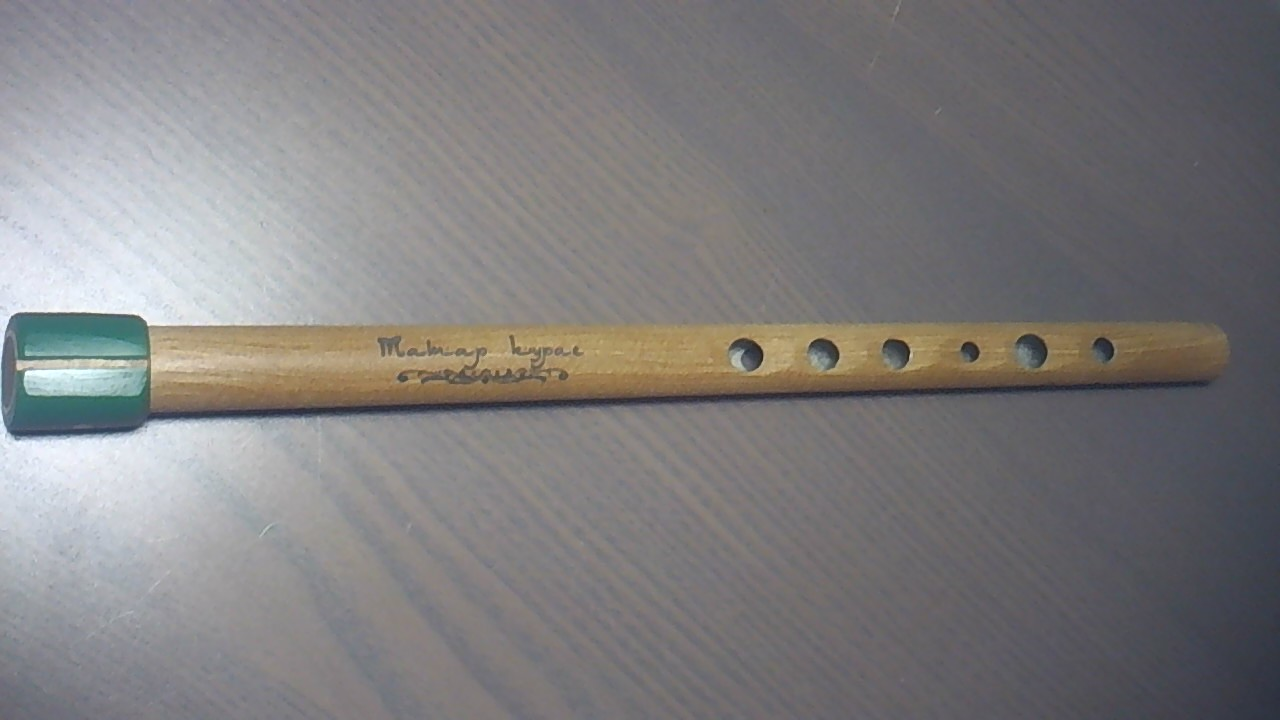
Казан курай.

Казан курай (казанський курай) — свисткова поздовжня флейта. Виготовляється з конусоподібних металевих трубок. Довжина інструменту — 580—800 мм. Діаметр верху інструменту — 20-30 мм, біля основи — 10-15 мм. Кількість ігрових отворів два, п'ять, шість, сім.

### Ногайський курай
Ногайський курай — свисткова поздовжня флейта. Довжина інструменту 690—775 мм. Кількість ігрових отворів — два. Перший отвір на лицьовій стороні знаходиться на відстані 5 пальців від нижнього краю. Другий — на 4 пальці вище краю першого отвору. Вважається жіночим музичним інструментом.

### Курай з соломки
Курай із соломки — аерофон підгрупи язичкових. Для виготовлення використовувалися стебла соломи злаків. Матеріал зумовлював розміри інструменту. Довжина інструменту становила 120—180 мм. Діаметр — 3-3,5 мм. Язичок-пищик мав довжину 20-25 мм, ширину 2,5—3 мм. Його вирізали на відстані 8-10 мм від закритої частини стебла. Також робилося кілька ігрових отворів.

### Інші різновиди
- Кийик-курай (ҡыйыҡ ҡурай).
- Сор-курай (сор ҡурай). Виготовляється зі стебла степової трави в степових районах, де не росте Реброплодник уральський. Порівняно з кыйык-курай інструмент коротший, а стінки товщі. Використовується переважно для подачі сигналів.
- Сибизги (һыбыҙғы).

## Технологія виготовлення кураю

### Технологія виготовлення класичного кураю
Класичний курай виготовляється з прямого, висушеного порожнистого стебла Реброплодника уральського (рід рослин з родини зонтичних). Існують і інші зонтичні, придатні для виготовлення кураю — Дягель лісовий і Дягель лікарський. Однак саме реброплодник вважається кращим матеріалом.
Процес виготовлення включає чотири етапи:
1. Підбирається відповідна рослина, що має гладке, чисте всередині стебло, без зовнішніх дефектів. Перевага віддається тонкостінним стеблам, має конічну форму.
2. Рослину зрізують і сушать. Зазвичай це відбувається в липні—серпні, коли рослина вже відцвіла і починає висихати. Рослина зрізається під корінь і сушиться в сухому, темному місці. Іноді процес сушіння здійснюється і на природі. Для цього зрізують верхівку рослини, не чіпаючи стебло, або забирають рослину, коли вона вже висохла.
3. Здійснюється вибір довжини заготовки для виготовлення кураю.
4. Проводиться вирізання ігрових отворів і здійснюється доопрацювання кураю.

### Інші технології
Необхідність масового виробництва інструментів спонукала майстра В. Ш. Шугаюпова до створення в 1976 році кураю зі строганого шпону, а через три роки на спосіб було отримано авторське свідоцтво. Для виготовлення кураю використовується тонкий, вузький лист шпону бука, граба або берези, що не має дефектів, товщиною 0,5—0,7 мм. На лист шпону по спеціально розробленими лекалами наноситься розмітка і вирізається заготовка. Отриману заготовку опускають у гарячу воду, де вона починає розм'якати і скручуватися в спіраль. Потім отриману заготовку недовго просушують і, використовуючи для надання потрібної форми конусоподібний металевий прут, склеюють. Далі заготовку просушують кілька днів. Після того як клей просохне, приступають до нанесення ігрових отворів, які проробляють з допомогою електричного випалювального приладу, допрацьовують верхній вхідний і нижній отвір і обробляють заготовку абразивною шкуркою. Виріб, що вийшов, покривають лаком і сушать. Після цього інструмент готовий до використання.

## Звукоряд
Неповний діатонічний (оліготонний) звукоряд кураю відповідає натуральному гексахорду:

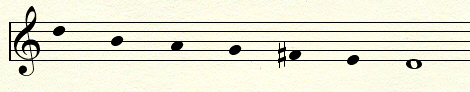

У працях музикознавців-етнографів натуральний гексахорд (кураю) інтерпретується як зчеплення двох (від різних тонів) пентатонік.
Діапазон кураю — близько трьох октав. Звучання поетичне і піднесене, м'який тембр, при грі часто супроводжується горловим бурдонним звуком. Російський етнограф С. Г. Рибаков писав: «Звуки цього інструменту — тихі, меланхолійні і задушевні — досить добре відтворюють мрійливість башкирських мелодій».

## Гра на кураї

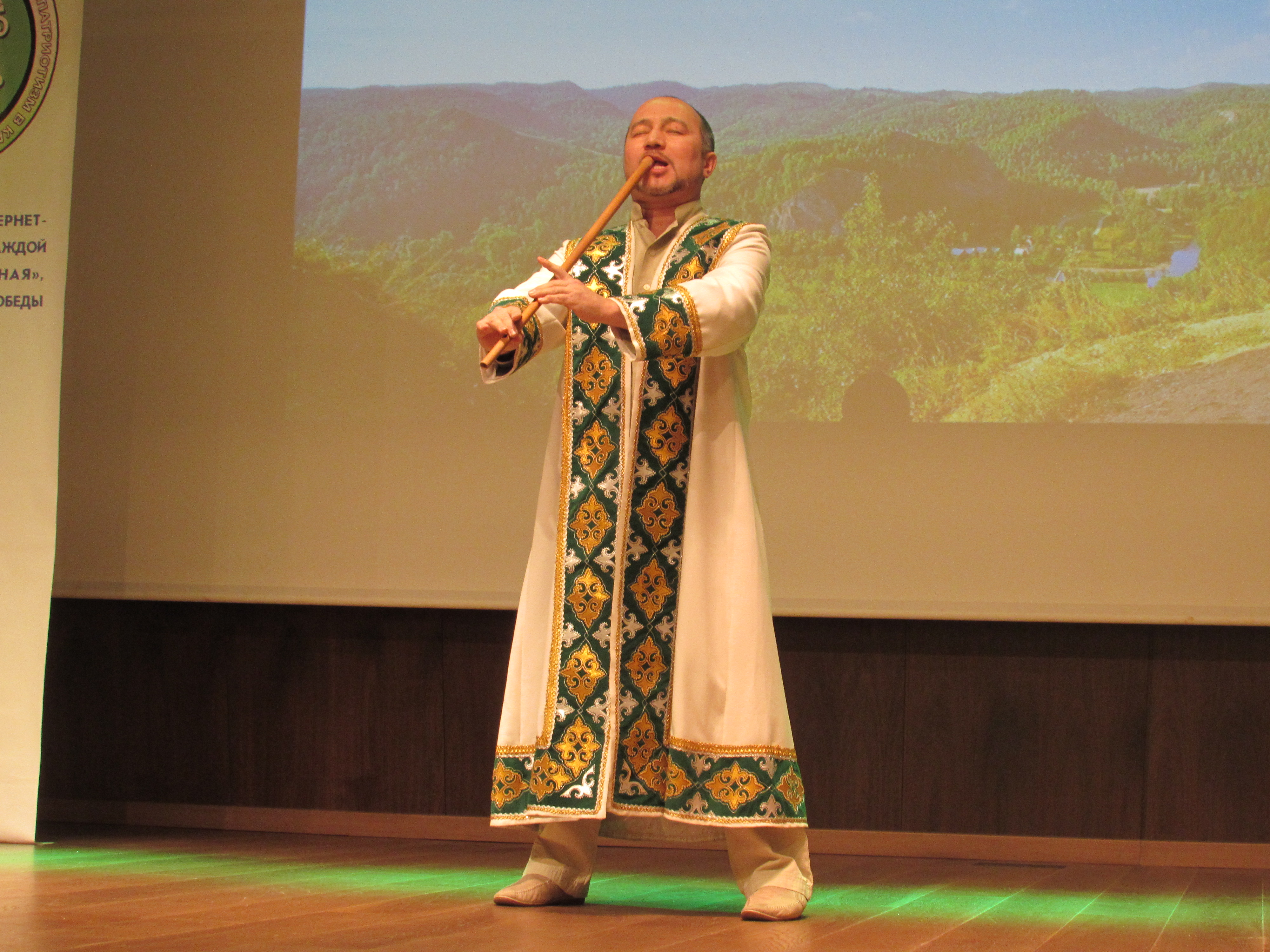
Виступ кураїста Роберта Юлдашева в Уфі

На одному кураї можна грати в декількох тональностях. Наприклад, для кураю ладу А доступні тональності А-dur, D-dur, Cis, h-moll, e-moll, fis-moll. Виготовляються інструменти шести строїв, що конструкційно різняться розміром виробу; переважно використовуються три з них:
- c1 (рідко вище) — так званий короткий курай
- h
- b
- a — середній курай
- as
- g — довгий курай.

Завдяки шести розмірам кураю, виконавці можуть використовувати всі тональності квінтового кола, крім тональностей від fis.
Віртуози-кураїсти окрім традиційних прийомів гри на інструменті вдаються до техніки виконання, що отримала назву узляу або тамак-курай (горловий спів). Ця техніка поширена не тільки у башкирів, але і у тувинців, алтайців. Узляу — це різновид двоголосого співу — гри, при якому на кураї звучить мелодія і одночасно співається бурдонний квінтовий бас, з використанням грудного, носового, піднебінного, лобного резонаторів. Узляу був поширений у шаманських практиках.
Курай застосовується в якості сольного та ансамблевого інструменту, що супроводжує спів вокалістів. На кураї грають ліричні протяжні пісні узун-кюй, так і танцювальні, короткі киска-кюй.

## Громадські організації
У 1998 в Уфі був створений Союз кураїстів Республіки Башкортостан. У 2003 році його діяльність була припинена і знову поновилася в 2007 році. Діяльність Союзу кураїстів Республіки Башкортостан спрямована на відродження та розвиток культурної і духовної спадщини башкирського народу, виконавської майстерності гри на кураї та інших традиційних башкирських музичних інструментах, підтримку різних напрямків і шкіл виконавських традицій. Також з 1991 року в Республіці Башкортостан існує Республіканське дитяче товариство «Курай». Його діяльність спрямована на навчання школярів грі на кураї, виховання дітей на традиціях мистецтва кураю, ведення пропаганди та роботи по відновленню та розвитку традиційного мистецтва кураю.

## Творчі конкурси

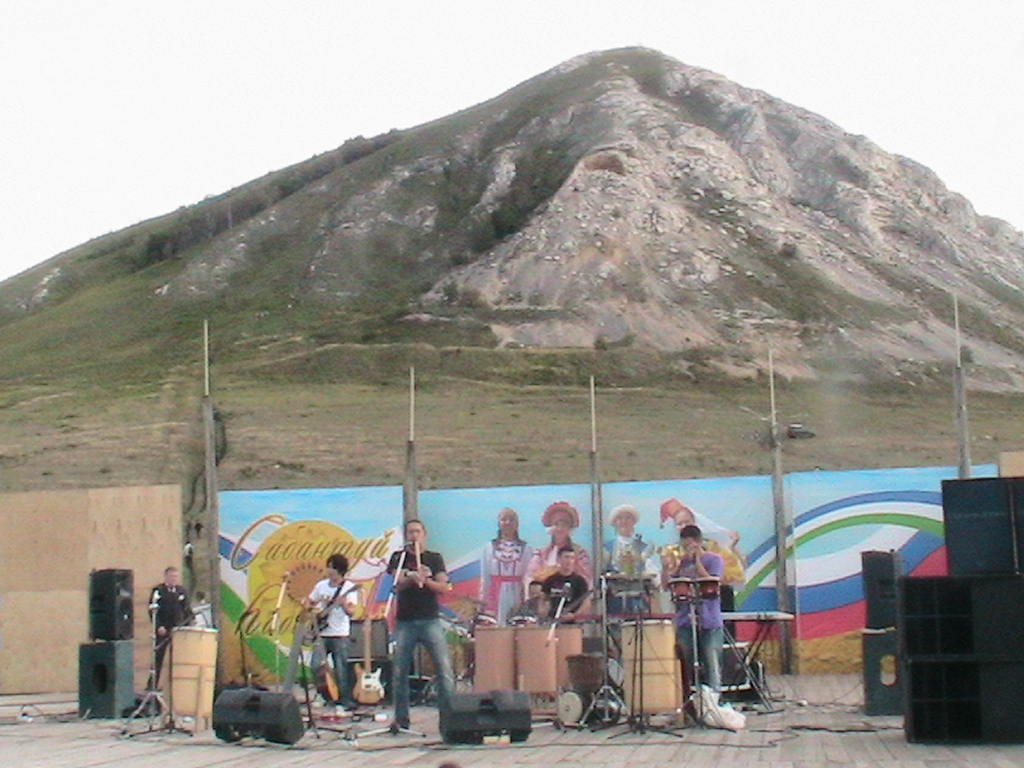
Виступ групи «Аргимак» на акції «Врятуємо Шихани» біля підніжжя Тратау, 2011 рік

- Республіканський конкурс кураїстів на приз імені Юмабая Ісянбаєва (Республіка Башкортостан, заснований в 1978 році)
- Республіканський конкурс кураїстів імені Ішмулли Дильмухаметова (Республіка Башкортостан)
- Відкритий міський конкурс кураїстів імені Адигама Іскужина (Республіка Башкортостан, Уфа, 2008, 2009, 2011, 2014).
- Регіональний конкурс молодих виконавців на народних інструментах ім. С. Сайдашева (Республіка Татарстан, Казань)
- Республіканський конкурс професійних кураїстів на приз імені Гати Сулейманова (Республіка Башкортостан, Уфа, 1997, 2012)
- Республіканське свято кураю (Республіканський конкурс кураїстів «Байга») (Республіка Башкортостан, Октябрський).
- Республіканський конкурс виконавців на кураї, сорнаї і кубизі ім. Ісмагіла Мусіна (Республіка Татарстан)
- Зональний конкурс кураїстів на приз імені Ст. Шугаюпова (Республіка Башкортостан, Славутський район, с. Малояз, 2011)

## Приказки, пов'язані з кураєм
- «Не танцюй під чужий курай»
- «Не вигадуй на своєму кураї мелодію чужого кантону»
- «Все продай, купи курай»
- «Де башкир, там курай»

## Пам'ятники
- У 1974 році в Уфі був відкритий фонтан «Весняна пісня». Пам'ятник являє собою оголеного хлопчика з кураєм. Автор пам'ятника Маргарита Олександрівна Соловйова-Єфімова, архітектор Тетяна Милорадович[15].
- У 2001 році в Баймацькому районі Республіки Башкортостан на горі Тугажман встановлено пам'ятник кураю.